# Talsperre Eichicht
Die Talsperre Eichicht ist das Abschlussbauwerk der Saalekaskade im Talsperrensystem Obere Saale. Sie wurde 1945 fertiggestellt und am 2. Oktober 1945 in Betrieb genommen. Gestaut wird die Saale bei Saalfeld.
Der Stausee ist gleichzeitig das Unterbecken der PSW Hohenwarte I und II, der Abfluss des Stausees erfolgt über das Laufwasserkraftwerk Eichicht mit einer Leistung von 3,4 Megawatt. Die Kraftwerke gehören der Vattenfall Europe Generation.
Die Staumauer, eine Gewichtsstaumauer aus Beton, hat einen Kronenüberlauf in drei Feldern mit aufgesetzten Wehrklappen, der als Hochwasserentlastung dient. 1962 wurde nachträglich vom Kontrollgang aus ein Dichtungsschleier angelegt, um den Untergrund abzudichten. Zusätzlich wurden ebenfalls vom Kontrollgang aus Entlastungsbohrungen als Drainage gebohrt.
Die Staumauer wurde von der Philipp Holzmann AG geplant und gebaut; die Maschinen wurden von MAN und Escher-Wyss geliefert.